# Florence Hurren
Florence Hurren, född 29 oktober 1895 i London, död 1984 i London, var en brittisk friidrottare med kastgrenar som huvudgren. Hurren var en pionjär inom damidrott, hon blev medaljör vid de internationella tävlingarna för damer både Damspelen 1922 och Damspelen 1923 i Monaco.

## Biografi
Florence Hurren föddes i Storbritannien. I ungdomstiden blev hon intresserad av friidrott, hon specialiserade sig främst i kulstötning.
1922 deltog Hurren vid de andra Monte Carlospelen 15–23 april i Monaco. Under tävlingarna hon tog bronsmedalj i kulstötning (tvåhands, 3,6 kg) efter Violette Morris och Miloslava Havlíčková.
1923 deltog Hurren även vid de tredje Monte Carlospelen 4–7 april där hon tog silvermedalj i kulstötning (tvåhands) efter Marie Mejzlíková I och före Františka Vlachová.
Senare drog Hurren sig tillbaka från tävlingslivet. Hon gifte sig 1923 med Henry William Coventry (1893–1985).